# Новожилов, Авенир Гаврилович
Авени́р Гаври́лович Новожи́лов (31 января 1927, д. Залужье, Тверская губерния — 17 апреля 2003, г. Климовск, Московская область) — советский и российский конструктор и учёный в области создания комплексов артиллерийского вооружения. Лауреат Государственной премии СССР.
Соавтор многочисленных изобретений, кандидат технических наук (1985).

## Биография
- 1952 год — окончил Ленинградский военно-механический институт.
- 1953 год — инженер, ведущий инженер.
- 1958 год — заместитель начальника отдела НИИ-61 ФГУП ЦНИИТОЧМАШ, г. Климовск Московской области.
- 1962−2000 годы — начальник отдела ФГУП ЦНИИТОЧМАШ.

## Разработки
Руководитель и участник НИОКР по созданию специалистами ЦНИИточмаш совместно с «Мотовилихинскими заводами» в Перми принципиально нового 120-мм нарезного орудия 2А51 и на его основе:
- 120-мм артиллерийского комплекса в составе самоходного десантируемого орудия «Нона-С»[2], боеприпасов к нему и средств десантирования (1979),
- 120-мм буксируемого орудия «Нона-Б» (1986),
- 120-мм самоходного орудия на колесном шасси «Нона-СВК» (1990),

принятых на вооружение ВДВ и сухопутных войск.
Научный руководитель нового направления создания и развития автоматизированных самоходных систем типа «Вена».

## Награды и звания
- Награждён орденом «Знак почета» (1976) и медалями.
- Лауреат Государственной премии СССР (1982).
- Заслуженный конструктор РФ (1994)[3].